# Porphyrochrysa dochmochema
Porphyrochrysa dochmochema là một loài bướm đêm thuộc phân họ Arctiinae, họ Erebidae.